# Cocina (tradiciones)

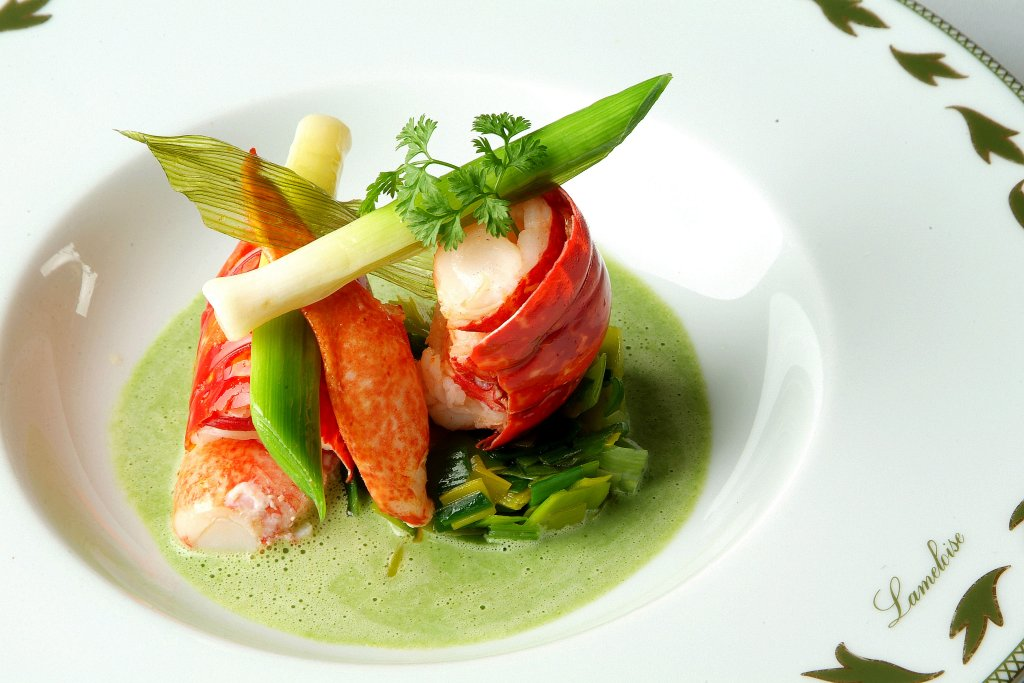
Ejemplo de presentación de la nouvelle cuisine. Este plato consiste en cigalas marinadas dispuestas con espárragos con gazpacho.

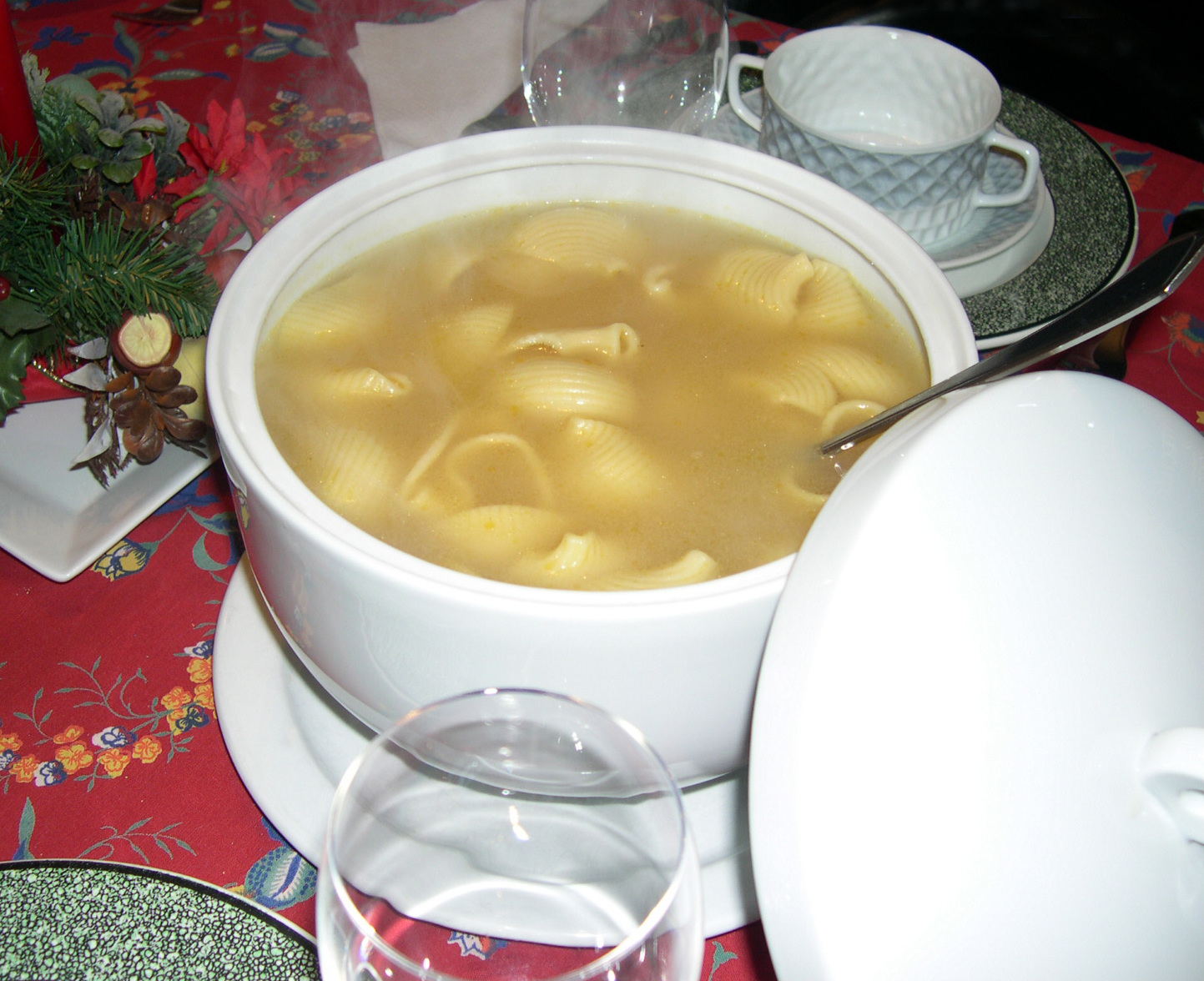
Escudella.

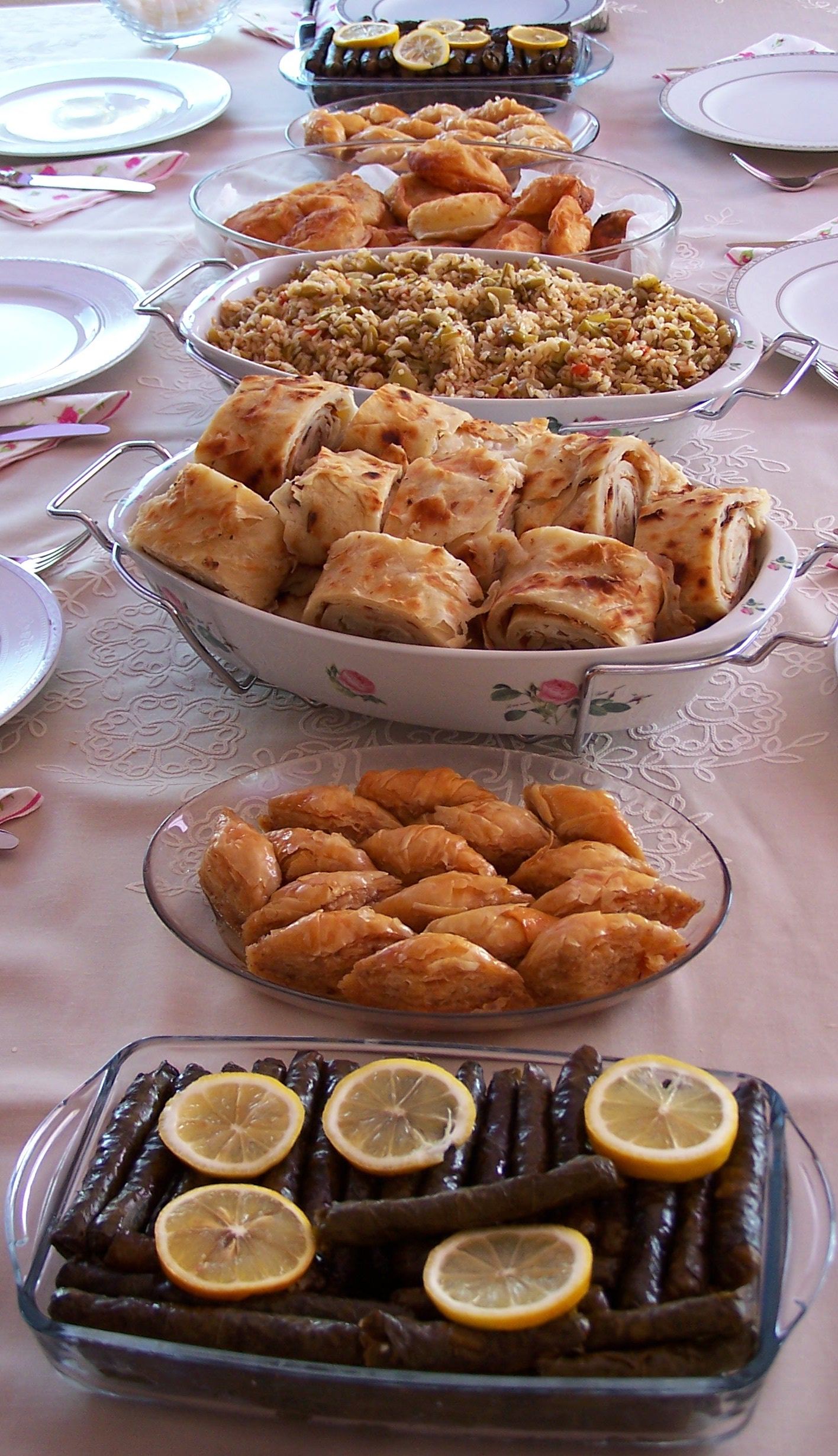
Una muestra de cocina turca

Una cocina es un estilo de preparación de los alimentos caracterizado por el uso de determinados ingredientes y prácticas distintivas, y normalmente asociado a una cultura o región geográfica específica. Las tradiciones, costumbres e ingredientes regionales de preparación de los alimentos se combinan a menudo para crear platos únicos en una región en particular.  Una cocina está influenciada principalmente por los ingredientes disponibles localmente o adquiridos.
La historia de la cocina se remonta a la Antigüedad. A medida que la comida comenzó a requerir una mayor planificación, se produjo un surgimiento de las comidas como elementos culturales.

## Influencias
Algunos factores que influyen en la cocina de una región incluyen el clima de la zona, el comercio entre diferentes zonas o países, las leyes religiosas o suntuarias y el intercambio de culturas culinarias. Por ejemplo, una dieta tropical puede basarse más en frutas y verduras, mientras que una dieta polar puede depender más de carnes y pescados. El clima de la zona, en gran medida, determina los alimentos autóctonos disponibles. Además, el clima influye en la conservación de alimentos. Por ejemplo, los alimentos conservados para el consumo invernal mediante el secado, salazón, ahumado, curación, escabechado, preparación en confitura y fermentación son importantes en las cocinas del mundo por sus propiedades gustativas alteradas especiales.
El comercio entre diferentes países también afecta en gran medida a la cocina de una región. Los condimentos como la canela, la cassia, el cardamomo, el jengibre y la cúrcuma fueron artículos comerciales importantes en la primera evolución del comercio. La canela y la casia se transportan hacia Oriente Próximo hace al menos 4.000 años.
Algunos alimentos y preparados alimenticios son obligatorios o prohibidos por las leyes religiosas o suntuarias, como las leyes dietéticas islámicas y las leyes dietéticas judías. Las tradiciones religiosas también pueden ejercer una fuerte influencia en la cocina, como el hinduismo en la cocina india, el sijismo en la cocina panjabi, el budismo en la cocina asiática oriental, el islam en la cocina de Oriente Medio y el judaísmo en la cocina judía y la cocina israelí.
El intercambio de cultura culinaria es también un factor importante para la cocina de muchas regiones: la primera exposición directa y sustancial de Japón a Occidente llegó con la llegada de misioneros europeos en la segunda mitad del siglo XVI. En aquella época, la combinación de técnicas de fritura de la caza españolas y portuguesas junto con un método asiático oriental para cocinar verduras en aceite resultó en el desarrollo de la tempura, el “plato japonés popular en el que los mariscos y muchos tipos diferentes de verduras están recubiertas".

## Evolución de la cocina
Las cocinas evolucionan continuamente y la innovación y la interacción cultural crea nuevas cocinas. Un ejemplo reciente es la cocina de fusión, que combina elementos de diversas tradiciones culinarias sin clasificarse según ningún estilo de cocina, y por lo general hace referencia a las innovaciones de muchas cocinas de restaurantes contemporáneos desde los años setenta. La Nouvelle cuisine (Nueva cocina) es un enfoque de la cocina y la presentación de los alimentos en la cocina francesa que fue popularizado en los años sesenta por los críticos gastronómicos Henri Gault, que inventó la frase, y sus colegas André Gayot y Christian Millau.
La cocina molecular es un estilo de cocina moderno que aprovecha muchas innovaciones técnicas de las disciplinas científicas (cocina molecular). El término fue acuñado en 1999 por el químico francés del INRA (Institut national de la recherche agronomique, Instituto Nacional para la Investigación Agronómica) Hervé This, porque quería distinguirlo del nombre de gastronomía molecular (una actividad científica) que introdujo él y el desaparecido físico de Oxford Nicholas Kurti en 1988. Algunos chefs también hacen cocina multisensorial, cocina modernista, física culinaria y cocina experimental. Además, el comercio internacional aporta nuevos ingredientes que generan cambios. La introducción de guindilla en China desde América de Sur a finales de siglo XVII, influyó en la cocina de Sichuan, que combina el gusto original de pimienta de Sichuan con el sabor de la guindilla que lo hace más picante.

## Cocinas regionales

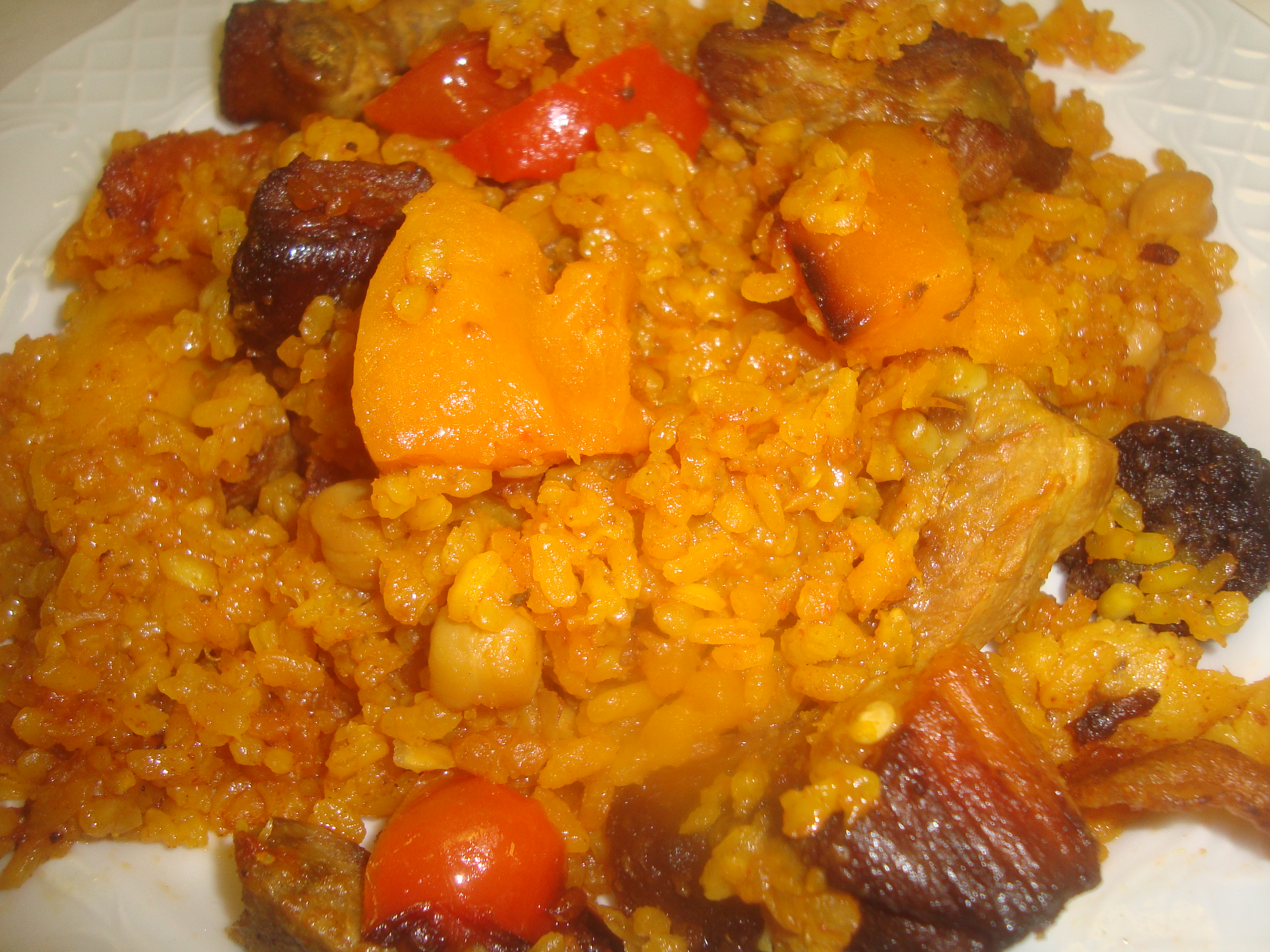
Arroz al horno con calabaza dulce, arroz cocido en cazuela típico valenciano (España).

Las cocinas regionales pueden variar según la disponibilidad y el uso de ingredientes específicos, las tradiciones y prácticas culinarias locales, así como las diferencias culturales generales. Dichos factores pueden ser más o menos uniformes en amplias franjas de territorio, o variar intensamente dentro de regiones individuales. Por ejemplo, en América Central y del Norte y América del Sur, el maíz, tanto fresco y seco, es un alimento básico, y se utiliza en muchas maneras diferentes. En el norte de Europa predominan el trigo, el centeno y las grasas de origen animal, mientras que en el sur de Europa el aceite de oliva es omnipresente y el arroz es más frecuente. En Italia, la cocina del norte, con mantequilla y el arroz, contrasta con la del sur, con su pasta de trigo y aceite de oliva. En algunas partes de China, el arroz es el alimento básico, mientras que en otras este papel lo cumplen los fideos y el pan. En todo el Medio Oriente y el Mediterráneo, los ingredientes comunes incluyen cordero, aceite de oliva, limones, pimientos y arroz. El vegetarianismo practicado en gran parte de la India ha hecho que las legumbres (cultivos cosechados únicamente por la semilla seca) como los garbanzos y las lentejas sean tan importantes como el trigo o el arroz. Desde la India hasta Indonesia, es característico el uso extensivo de las especias; los cocos y los mariscos también se utilizan en toda la región como alimentos y como condimentos.

### Cocina africana
Las cocinas africanas utilizan una combinación de frutas, cereales y verduras disponibles localmente, así como productos lácteos y cárnicos. En algunas partes del continente, la dieta tradicional presenta una preponderancia de productos lácteos, cuajada y suero. Sin embargo, en gran parte de África tropical, la leche de vaca es escasa y no se puede producir localmente (debido a diversas enfermedades que afectan al ganado). La composición demográfica diversa del continente se refleja en los diferentes hábitos de comida y bebida, platos y técnicas de preparación de sus múltiples poblaciones.

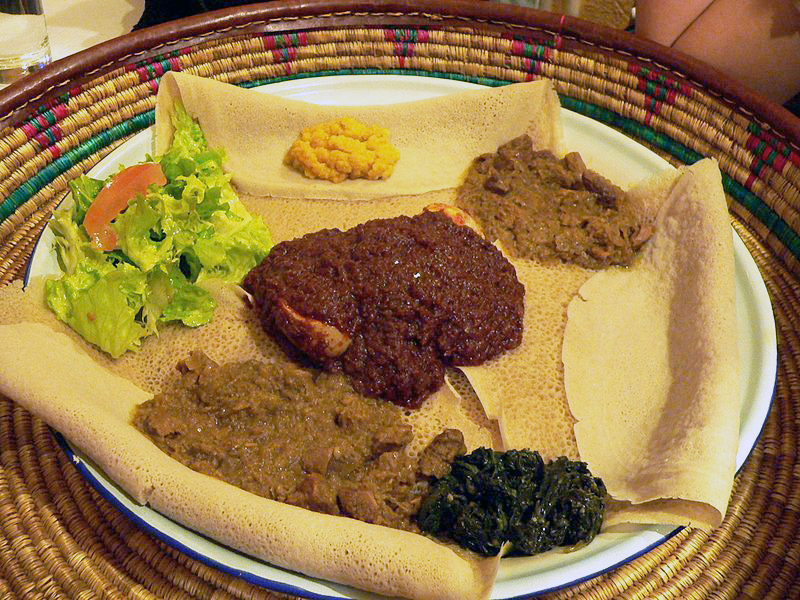
Cocina típica etíope y eritrea: Injera (pan fino parecido a un panqueque) y varios tipos de wat (estofado)
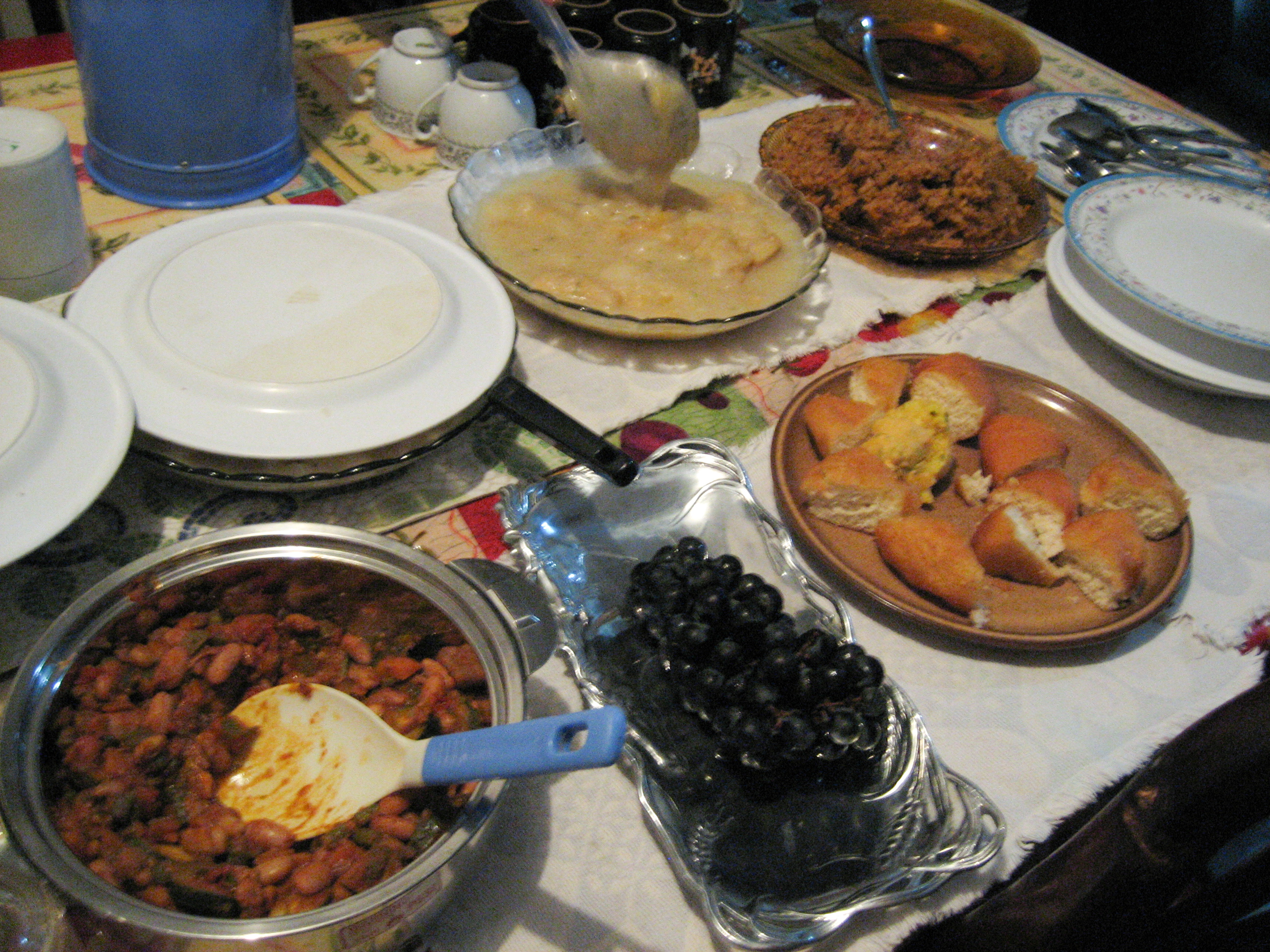
Una cena de Ramadán en Tanzania
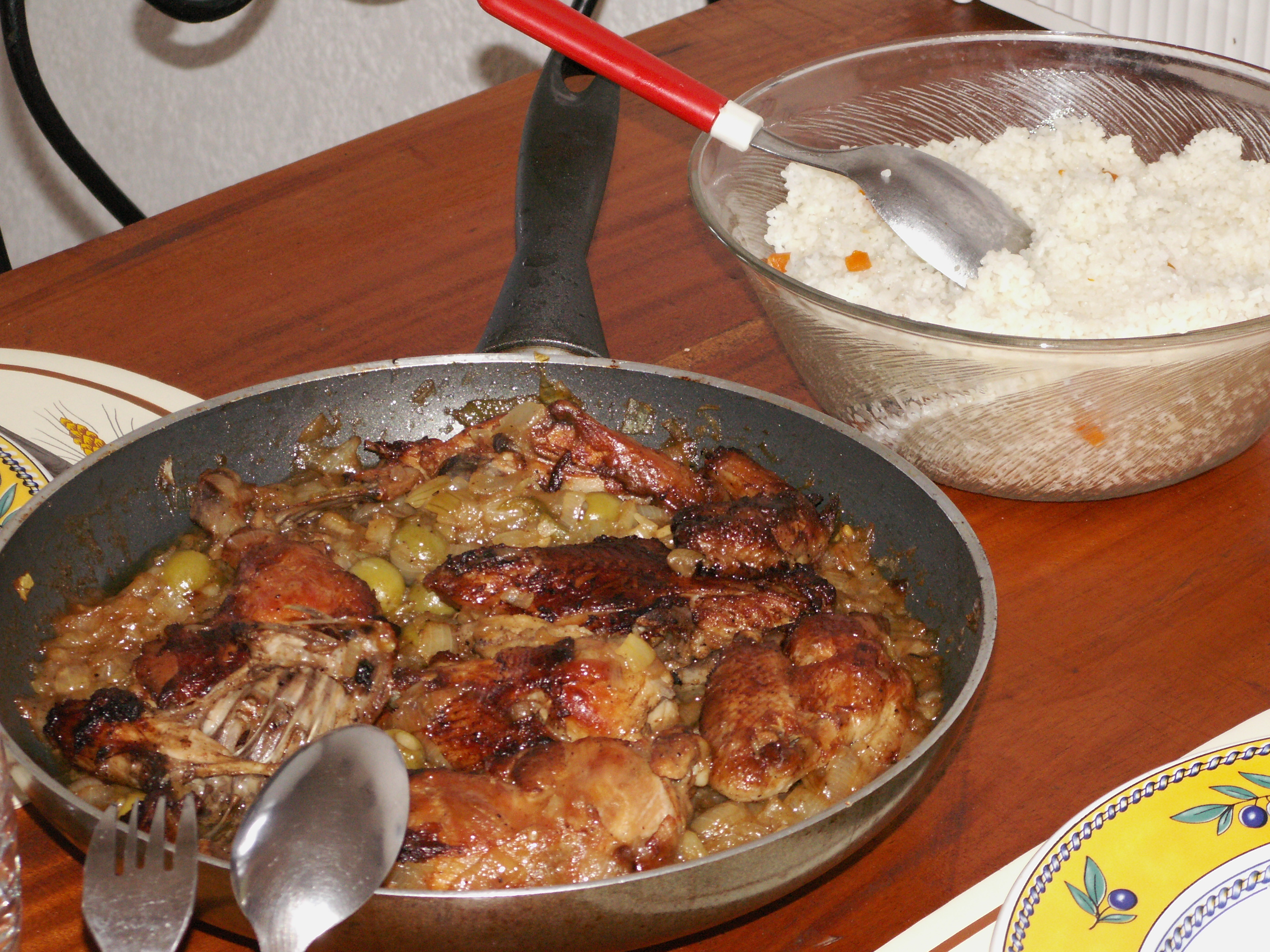
Yassa es un plato popular en toda África occidental que se prepara con pollo o pescado. Se muestra pollo yassa.
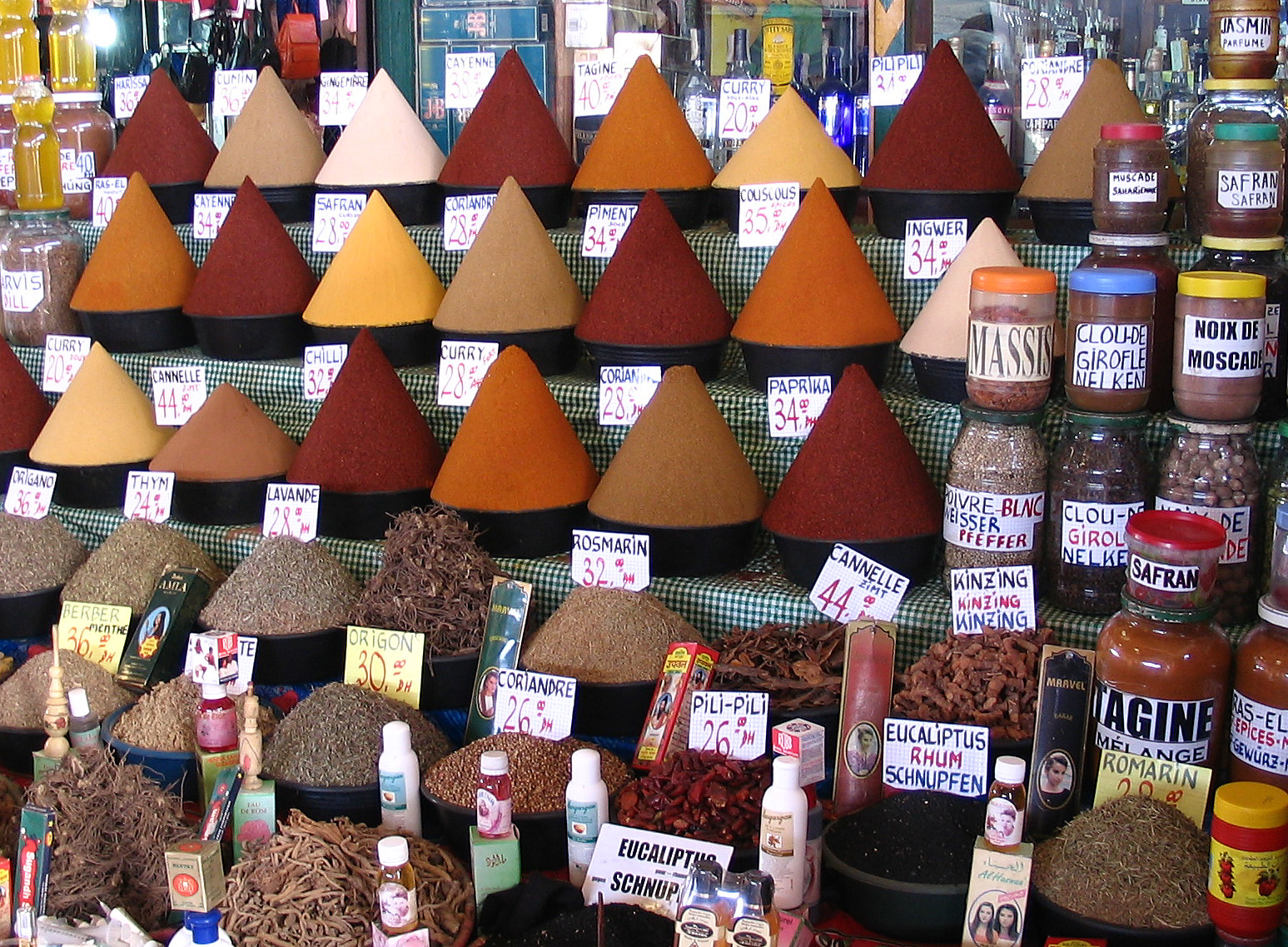
Especias en el mercado central de Agadir, Marruecos

### Cocina asiática
Las cocinas asiáticas son numerosas y variadas, e incluyen las cocinas de las diferentes regiones un continente tan extenso y diverso como es Asia. Entre los ingredientes comunes a Asia Oriental y al Sudeste Asiático (debido a la influencia de los chinos de ultramar) se encuentran el arroz, el jengibre, el ajo, las semillas de sésamo, los chiles, las cebollas secas, la soja y el tofu, siendo los métodos de cocción habituales el salteado, la cocción al vapor y la fritura. Aunque el arroz es común en la mayoría de las cocinas regionales de Asia, las distintas variedades son populares en las diferentes regiones: El arroz basmati es popular en el sur de Asia, el arroz jazmín en el sudeste asiático, y el arroz de grano largo en China y el de grano corto en Japón y Corea. El curry también es un ingrediente común que se encuentra en el sur de Asia, el sudeste asiático y el este de Asia (especialmente el curry japonés); sin embargo, no son populares en las cocinas de Asia occidental y Asia central. Los platos de curry con orígenes en el sur de Asia suelen tener una base de yogur, con orígenes en el sureste asiático una base de leche de coco, y en el este de Asia una base de carne y verduras guisadas. La cocina del sur de Asia y la del sudeste asiático suelen caracterizarse por su amplio uso de especias y hierbas nativas de las regiones tropicales de Asia.

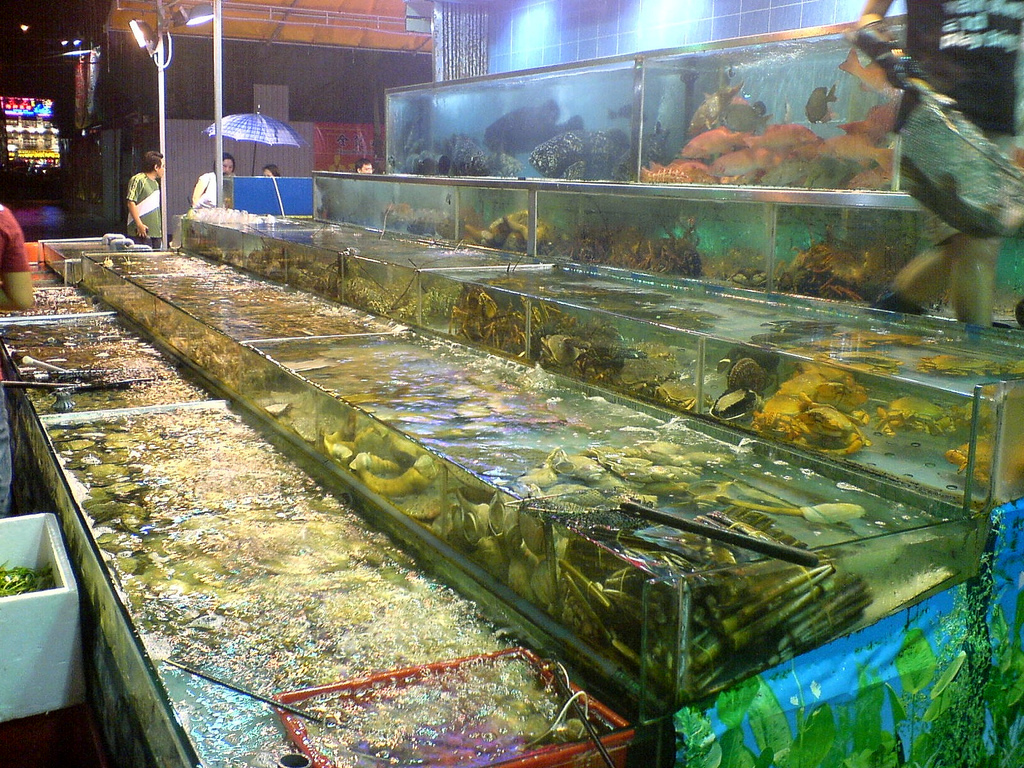
Debido a la ubicación de Guangdong sobre la costa del sureste de China, el marisco fresco vivo es una especialidad de la cocina cantonesa. Este tipo de mercados de venta de marisco se encuentran en toda Asia Oriental.
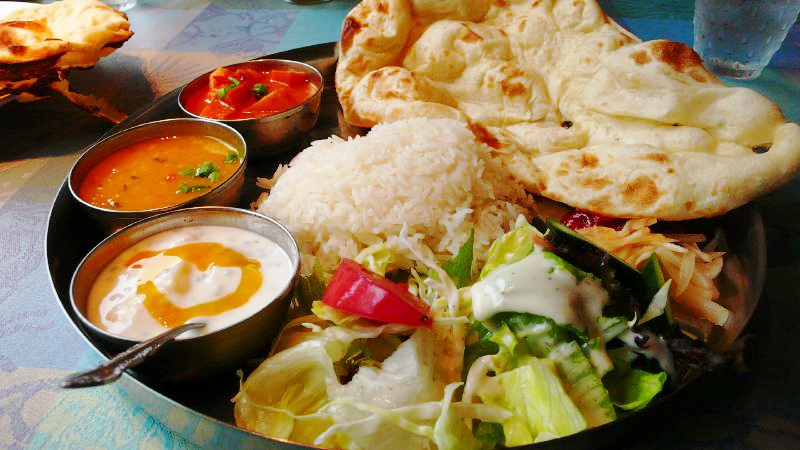
Thali tradicional vegetariano del norte de la India con varios currys de la India. En todo el sur de Asia se encuentran diversos platos de curry.
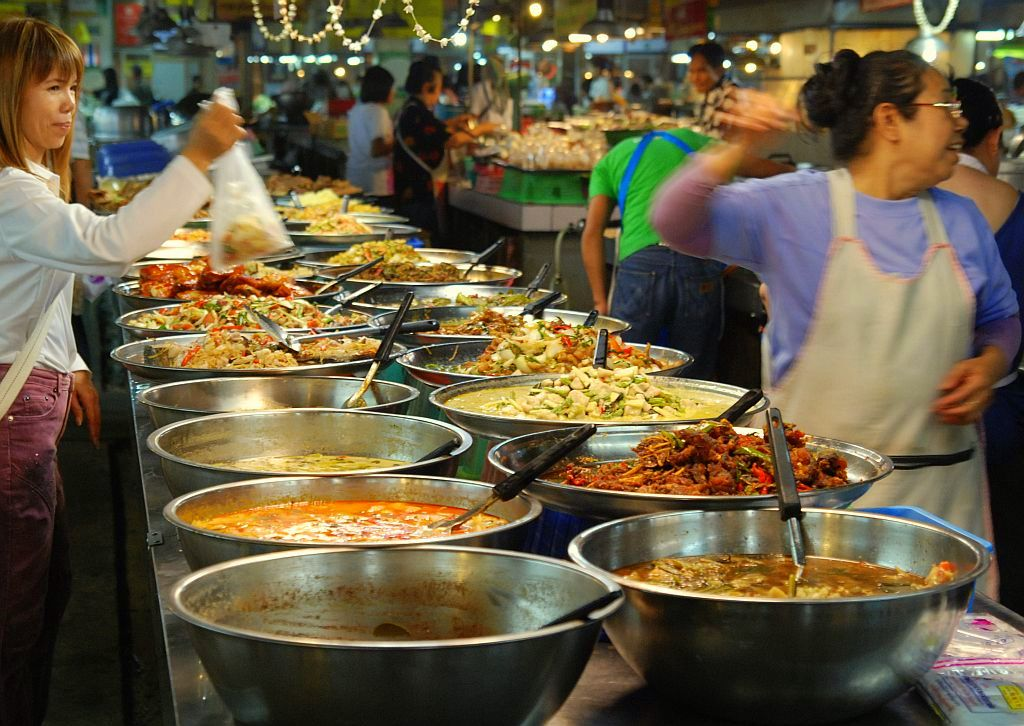
Un puesto de mercado en el mercado de Thanin en Chiang Mai, Tailandia, vendiendo comida preparada. Los puestos de mercado que venden alimentos se encuentran en todo el Sudeste Asiático.
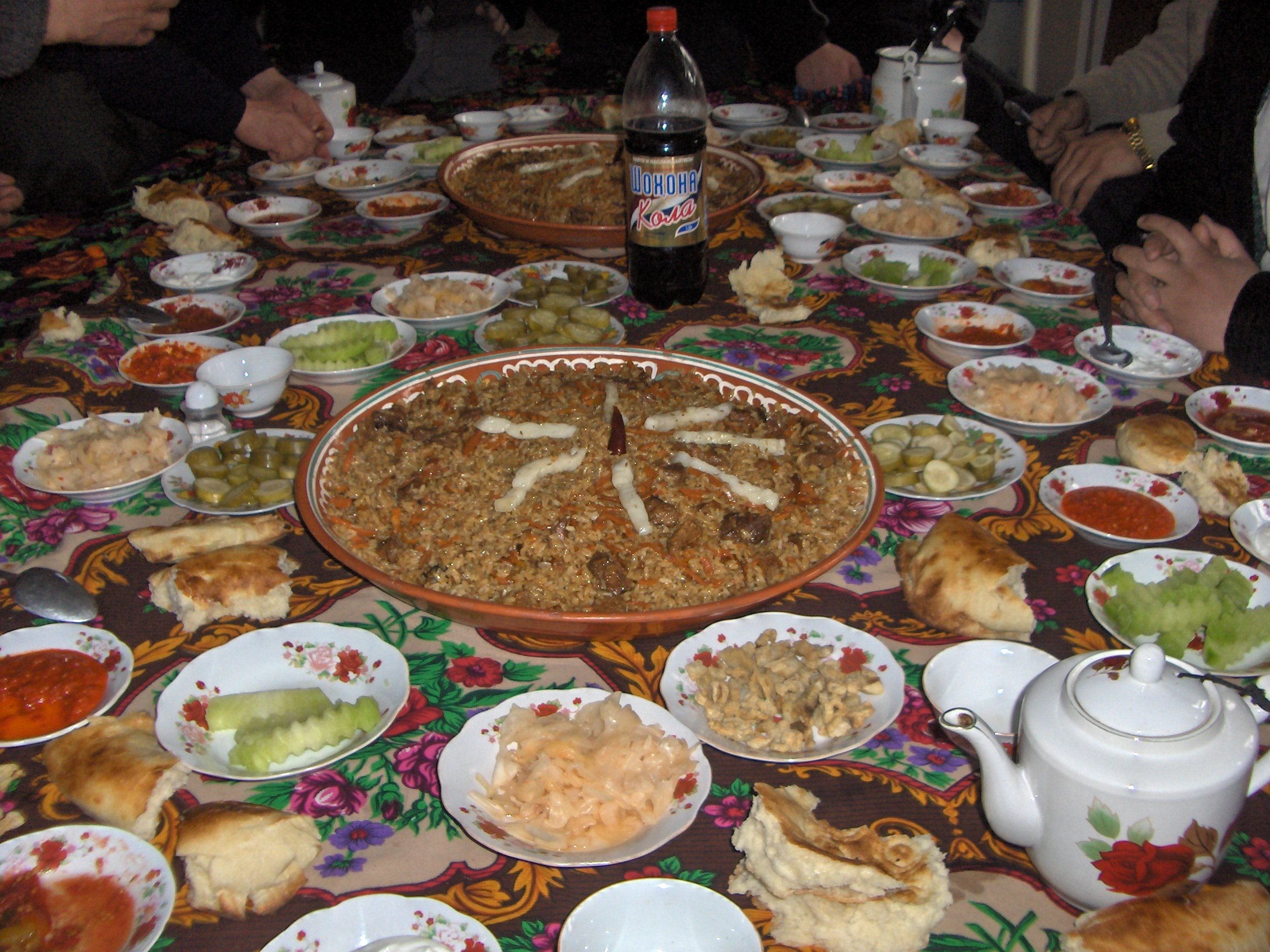
Una fiesta de Tajik. Una gran fiesta se asocia comúnmente con las culturas de Asia Central.
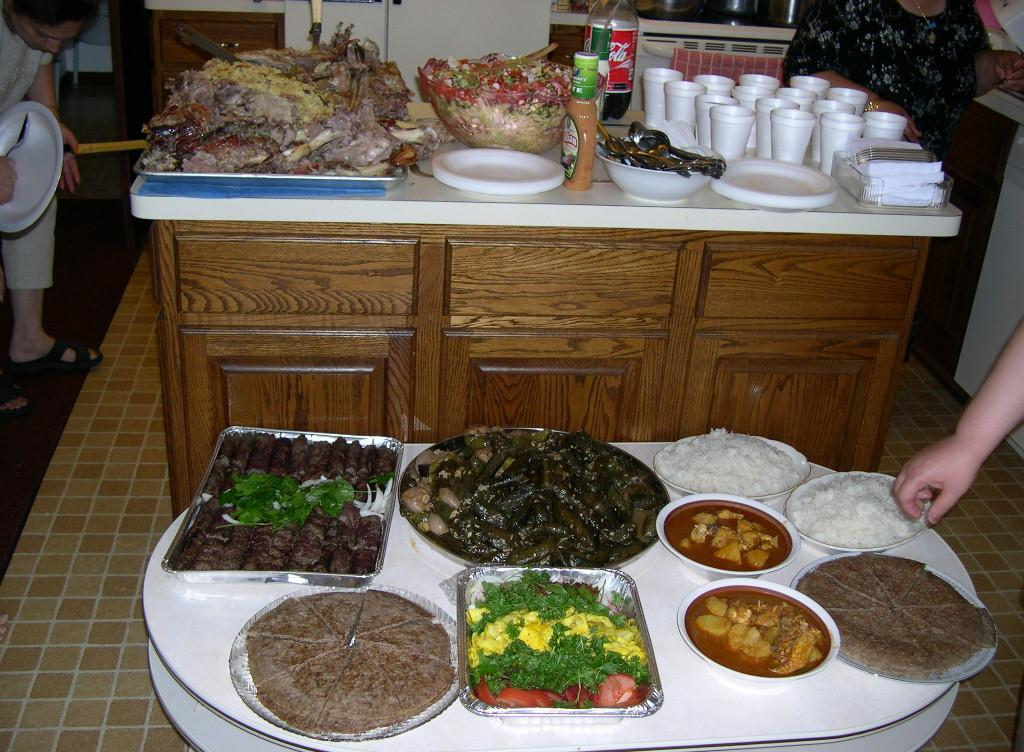
Cocina típica asiria; ejemplo de un tipo de comida servida en el oeste de Asia.

### Cocina europea
La cocina europea (alternativamente, "cocina occidental") incluye las cocinas de Europa y otros países occidentales. La cocina europea incluye también las cocinas no indígenas de América del Norte, Australasia, Oceanía y América Latina. El término es utilizado por los asiáticos orientales para contrastar con los estilos culinarios de Asia oriental.

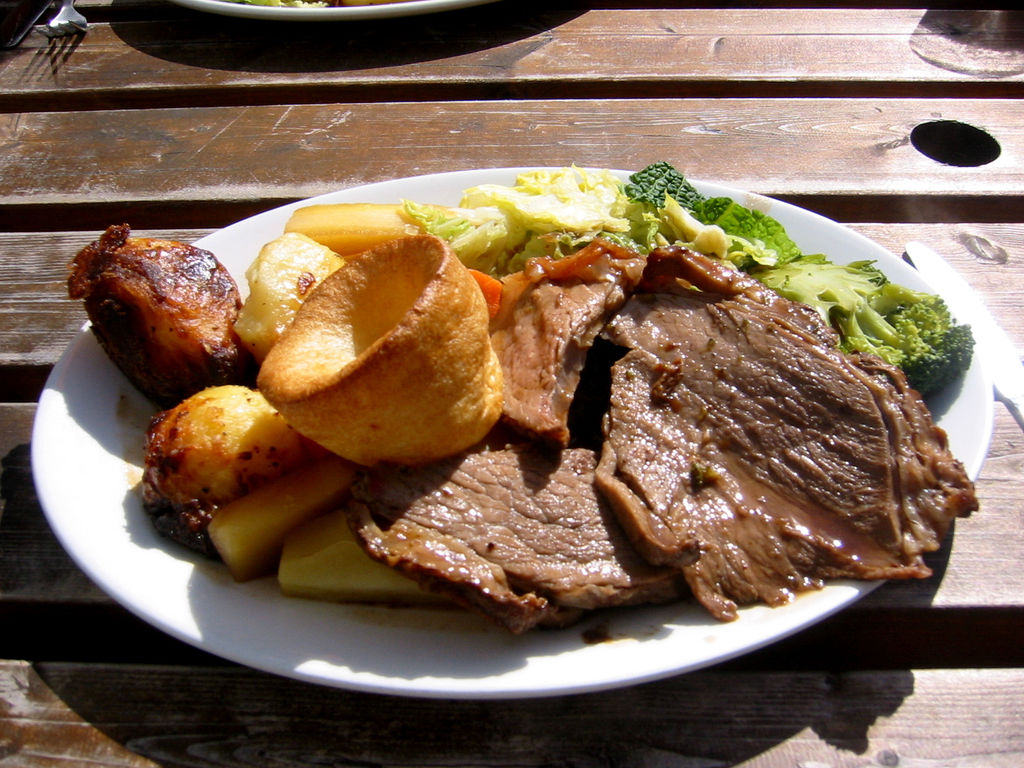
Un Sunday roast inglés con roast beef, papas asadas, vegetales y Yorkshire pudding
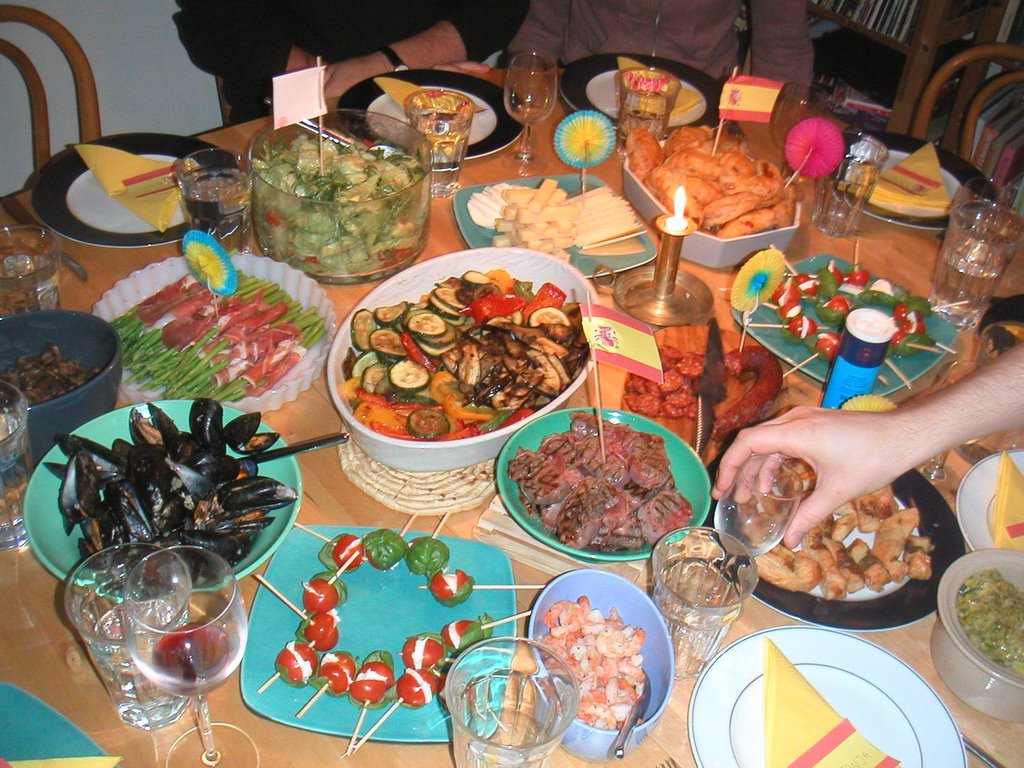
Variedad de tapas: aperitivos o bocadillos de la cocina española
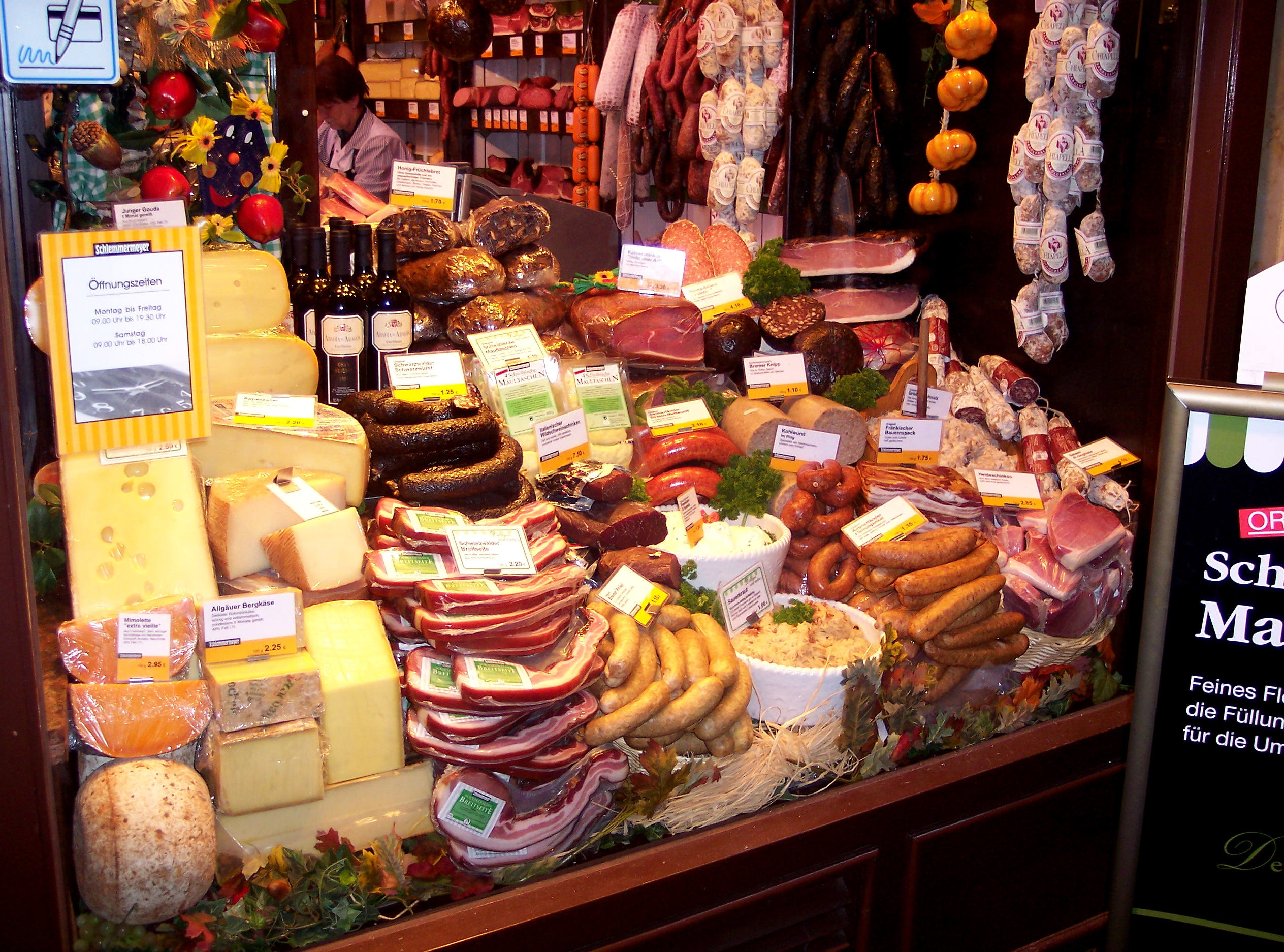
Salchichas alemanas y queso
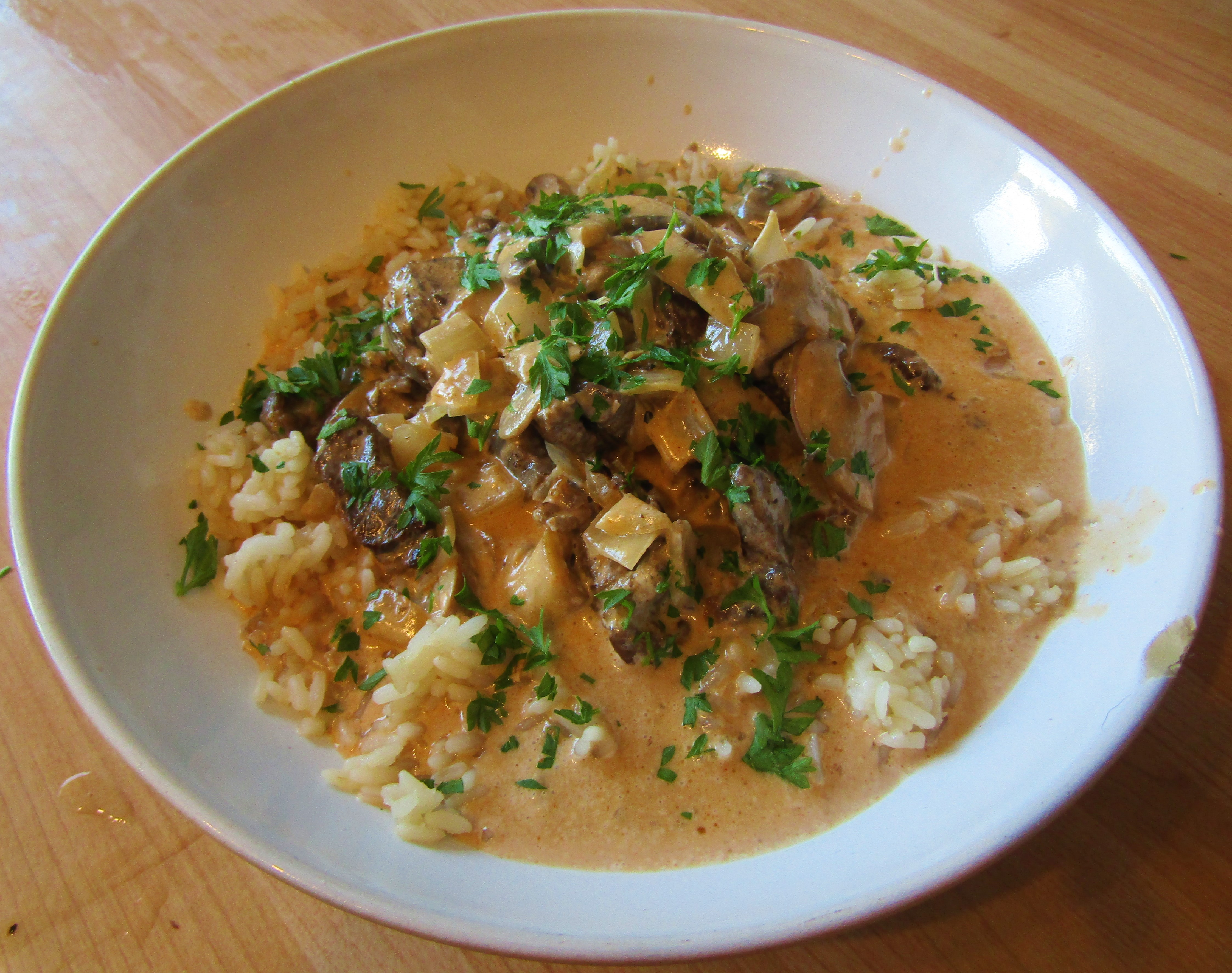
Ternera Strogonoff, un famoso plato de la cocina rusa.

### Cocina de Oceanía
La cocina de Oceánia incluye la cocina australiana, la cocina neozelandesa y las cocinas de muchas otras islas o grupos de islas de toda Oceanía. La cocina australiana se compone de la cocina derivada de los inmigrantes anglo-celtas y de la bushfood preparada y consumida por los pueblos nativos aborígenes australianos, así como de diversas influencias asiáticas más recientes. La cocina neozelandesa también consta de platos de inspiración europea, como la tarta Pavlova, y la cocina maorí nativa. En Oceanía, los alimentos básicos son la Kumura (Batata) y el Taro, que era/es un alimento básico desde Papúa Nueva Guinea hasta el Pacífico Sur. En la mayoría de las islas del Pacífico Sur, el pescado se consume mucho debido a la proximidad 

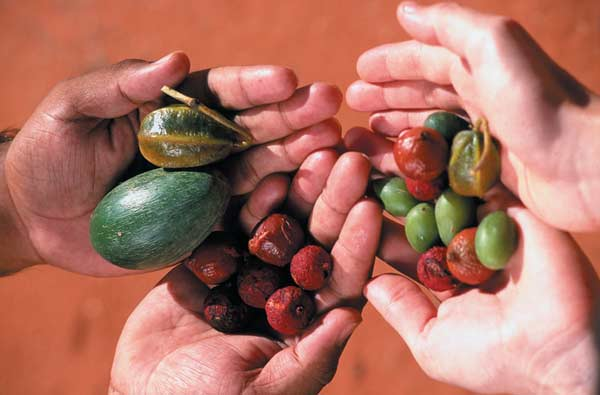
Bush food (alimentos locales silvestres) cosechados en el Parque del Desierto de Alice Springs en Australia
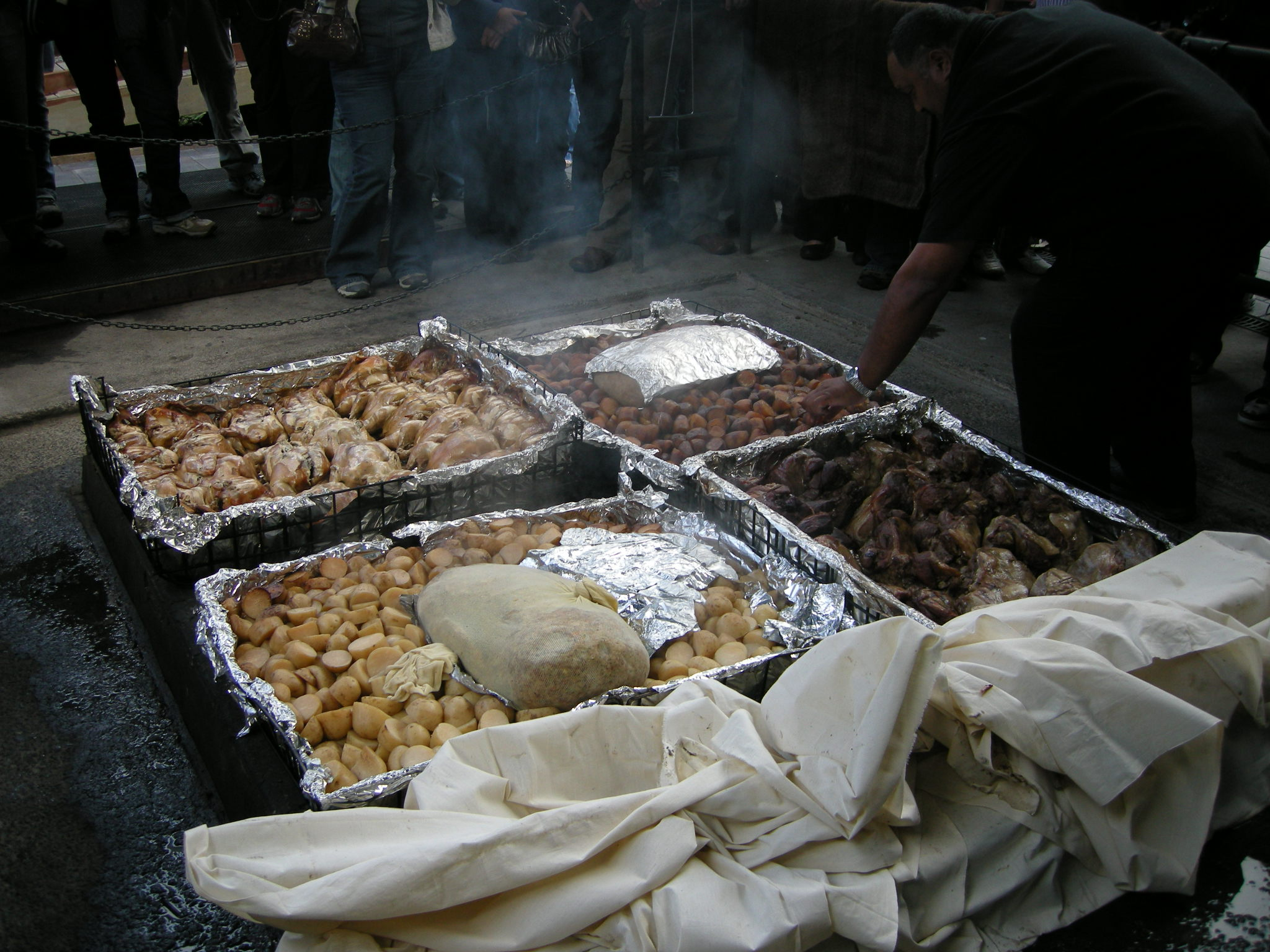
Preparación de un Hāngi, un método maorí de cocinar alimentos para ocasiones especiales utilizando piedras calientes enterradas en un horno de pozo.
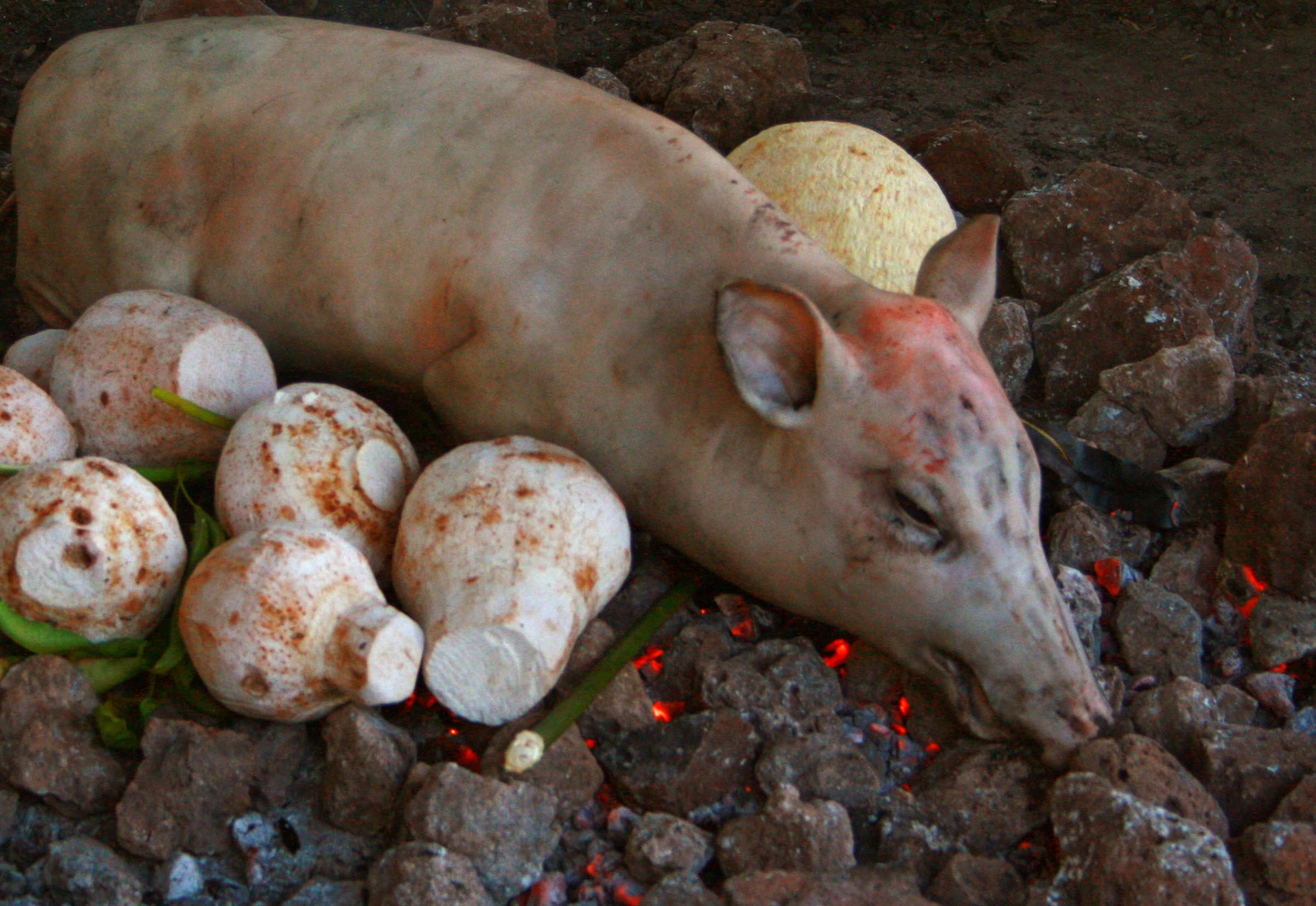
Umu de Samoa, horno de piedras calientes sobre el suelo

### Cocina de América
Las cocinas de las América se encuentran en toda América del Norte y del Sur, y se basan en las cocinas de los países de los que proceden los inmigrantes, principalmente Europa. Sin embargo, la cocina tradicional europea ha sido adaptada mediante la adición de muchos ingredientes locales y nativos, y también se han añadido muchas técnicas a los alimentos tradicionales. La cocina nativa americana es preparada por las poblaciones indígenas de todo el continente, y sus influencias pueden verse en la cocina multiétnica latinoamericana. Muchos alimentos básicos que se consumen en todo el continente, como maíz, frijoles y patatas tienen un origen autóctono. Las cocinas regionales son la cocina norteamericana, la cocina mexicana, la cocina centroamericana, la cocina sudamericana y la cocina caribeña.

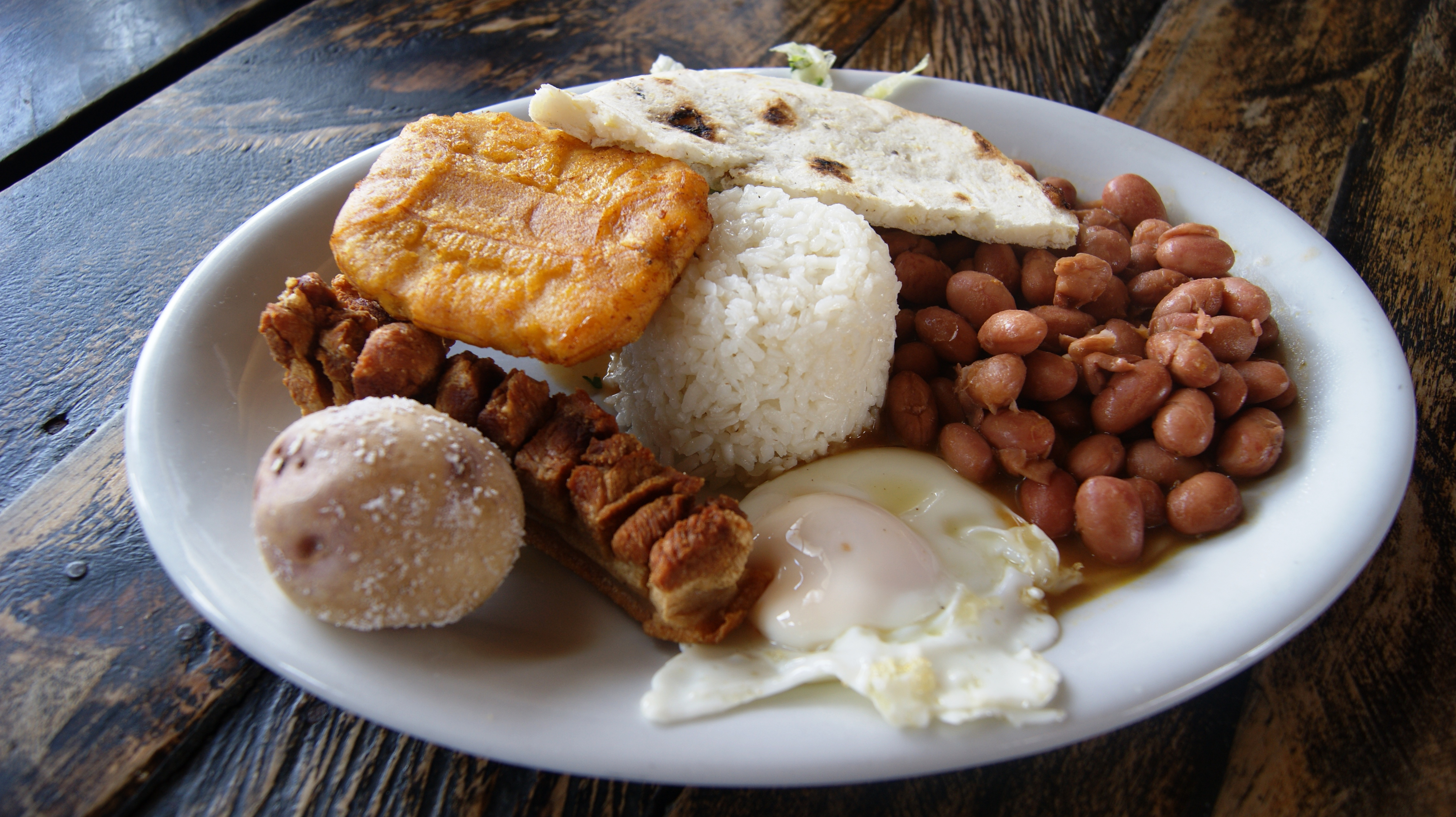
Bandeja paisa de Peñól de Guatapé en Antioquia, Colombia.
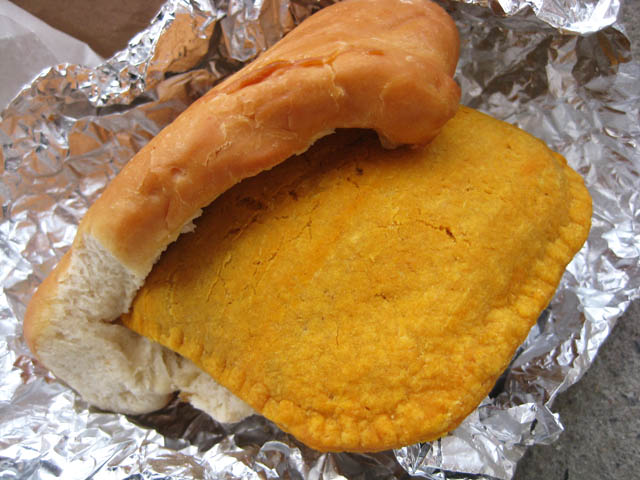
Una pati jamaiquina envuelta en pan de coco.
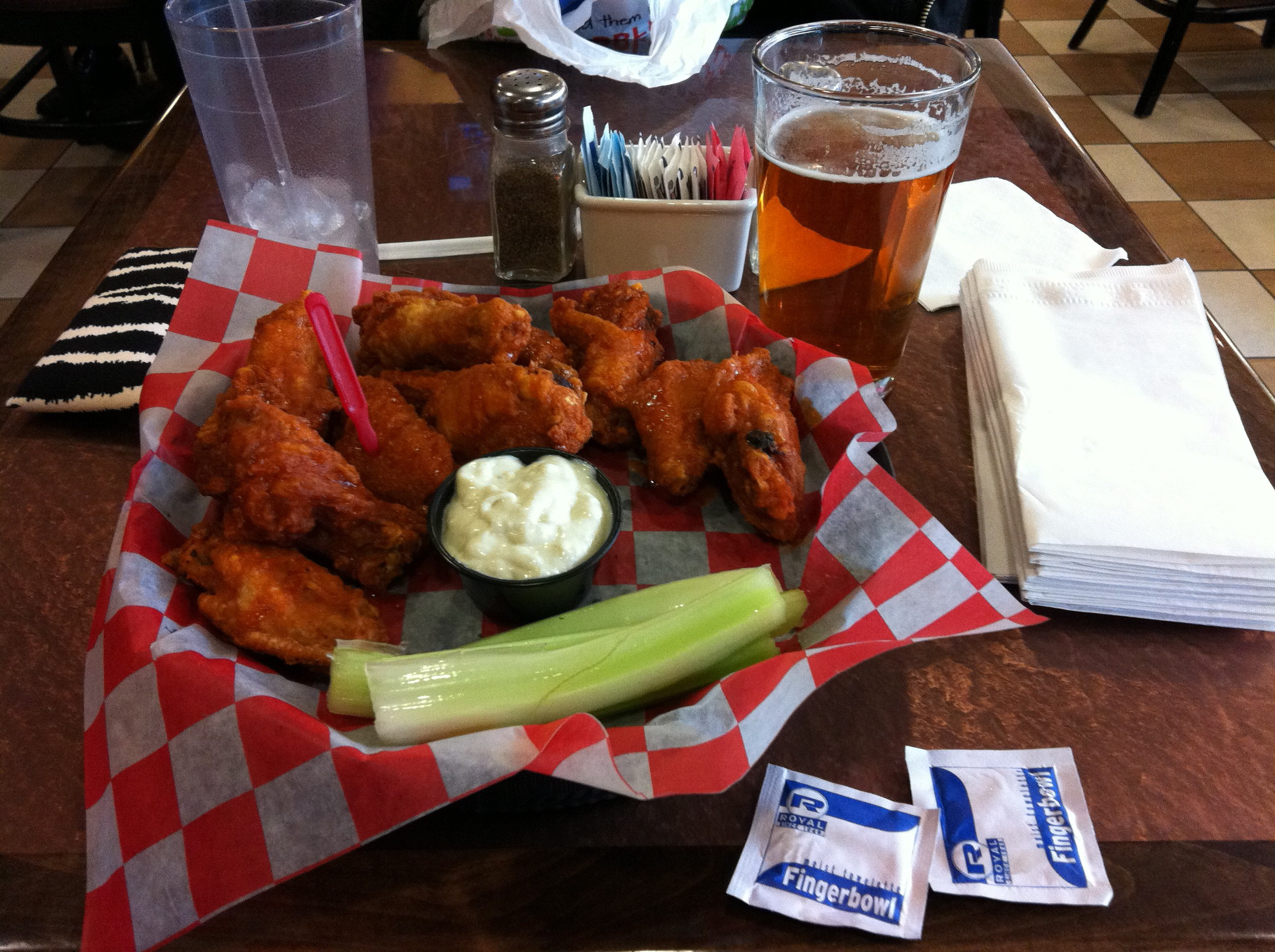
Buffalo wings con acompañamiento de queso azul, servidas con una cerveza rubia.
Tacos rellenos con varios tipos de carne, principalmente ternera, pollo y cerdo.